# Epimecis vexillata
Epimecis vexillata är en fjärilsart som beskrevs av Felder 1874. Epimecis vexillata ingår i släktet Epimecis och familjen mätare. Inga underarter finns listade i Catalogue of Life.